# Moravan Aviation
Moravan Aviation s.r.o. è un'azienda di costruzioni aeronautiche ceca (precedentemente cecoslovacca) basata nell'aeroporto di Otrokovice, nei sobborghi di Otrokovice, in Moravia. L'azienda, che fu fondata nel 1934 e da allora ha costruito oltre 5 600 velivoli, è nota per i suoi aerei da addestramento e da acrobazia come lo Zlín Z 242.

## Storia
Tra il 1924 e il 1933, Zlín Air Company era un produttore di alianti con sede nella città di Zlín. Dopo il trasferimento della fabbrica di alianti a Otrokovice, la società fu rifondata e prese il nome di Zlinská Letecká Akciová Spolecnost. Con l'avvento del comunismo in Cecoslovacchia, l'azienda fu nazionalizzata e, nel 1949, cambiò ulteriormente la sua denominazione in Moravan Národni Podnik (altrimenti nota come Moravan Otrokovice), sebbene continuasse ancora ad usare il nome Zlín per la sua famiglia di aeroplani. Nel 1961 fu rinominata Moravan Aeroplanes a.s. ed infine, nel 2007, assunse l'attuale denominazione.
Dopo il rovesciamento del regime comunista cecoslovacco, nel 1989, a seguito della rivoluzione di velluto, l'azienda fu costretta a competere sul libero mercato internazionale. Nel 2001 acquistò la concorrente Let Kunovice, ma entrambe le aziende fallirono nel 2004. La società attuale, di proprietà irlandese, continua a produrre gli aeroplani della linea Zlín, principalmente i modelli Z 142 C, Z 242 L, Z 143 L e Z 143 LSi.

## Aeroplani prodotti
- Zlin XII / 212
- Zlin 22 Junák

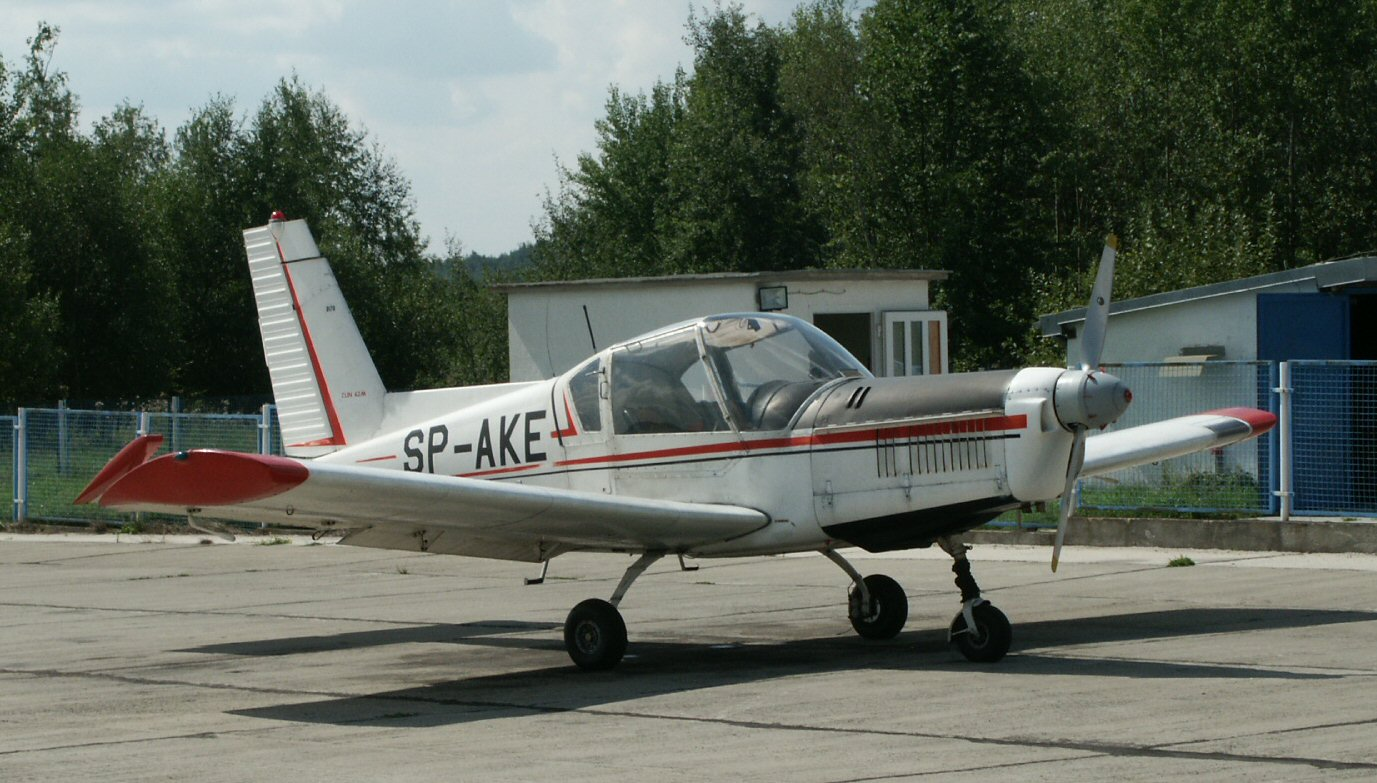
Zlin 42M

- Zlin Z-181 Bücker Bü 181 su licenza
- Zlin Z-26
- Zlin Akrobat
- Zlin Trener
- Zlin Z-526
- Zlin Z-526AS
- Zlín Z 37 Čmelák (velivolo per irrorazioni agricole)
- Zlin Z-42
- Zlin Z-142
- Zlín Z 242
- Zlin Z-43
- Zlin Z-143
- Zlin Z-50